# Ulrich Faust

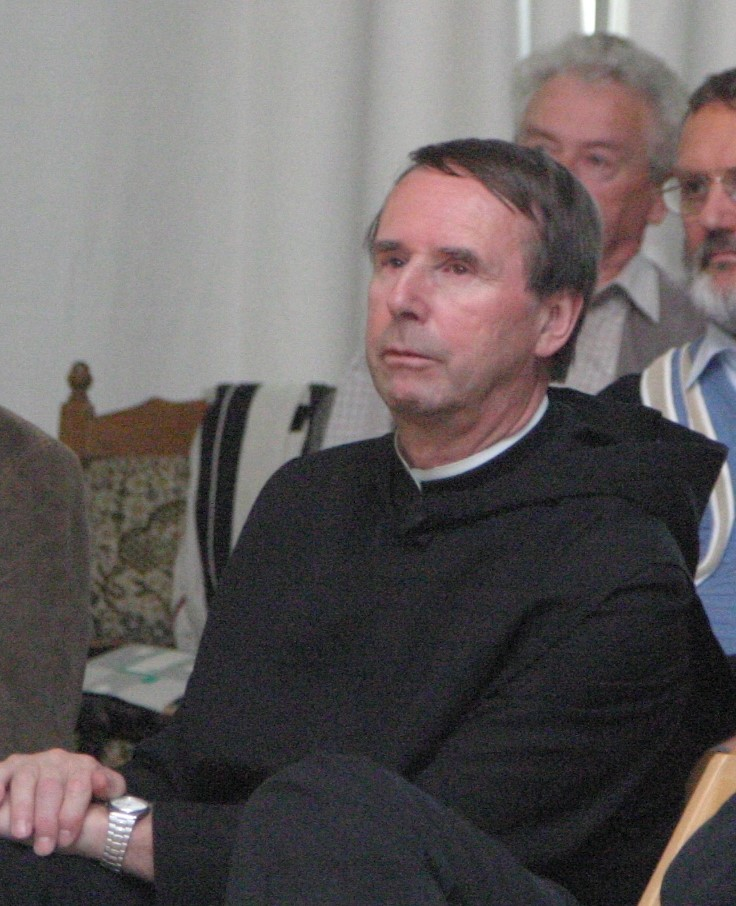
Pater Ulrich (Dobbertiner Klostertage, 2004)

Ulrich Faust OSB (* 23. August 1935 in Harburg-Wilhelmsburg als Jürgen Faust; † 8. Oktober 2019 in der Abtei Marienberg, Südtirol) war ein deutscher Benediktiner und Kirchenhistoriker.

## Leben
Jürgen Faust trat 1955 der Ordensgemeinschaft der Benediktiner bei. Er legte sein Noviziat im Kloster Ottobeuren ab und nahm den Ordensnamen „Ulrich“ an. Ab 1956 studierte er an der Universität Salzburg, dem Päpstlichen Athenaeum Sant’Anselmo, der Ludwig-Maximilians-Universität München und der Eberhard Karls Universität Tübingen Philosophie, Katholische Theologie, deutsche Sprache und Geschichte. Im Jahre 1960 empfing er die Priesterweihe. Mit einer Doktorarbeit über Gottfried von Admont wurde er 1965 in Rom zum Doctor theologiae promoviert. Die Promotion zum Dr. phil. über Johann Gottfried Herder folgte 1976 in Salzburg. Pater Ulrich war zunächst Lehrer am Gymnasium Hechingen und an den Gymnasien in Calw und Ottobeuren. Ab 1981 lehrte er an der Universität Salzburg. 1983 habilitierte er sich für Allgemeine Kirchengeschichte an der Universität Graz, wo er bis 1987 als Dozent wirkte. Er lehrte auch am Priesterseminar Hildesheim.
Seit 1971 Mitglied der Bayerischen Benediktinerakademie, wirkte Pater Ulrich von 1986 bis 2014 intensiv bei der Herausgabe der Germania Benedictina mit. Von 1988 bis 2014 war er Dekan der Historischen Sektion der Benediktinerakademie. Er war von 1991 bis 2014 Hauptschriftleiter der Studien und Mitteilungen zur Geschichte des Benediktinerordens und seiner Zweige. Ab 1987 leitete er die Abteilung Geschichte des Mönchtums und Patrologie am Internationalen Forschungszentrum in Salzburg. Seit 2000 war Faust Mitglied der Schwäbischen Forschungsgemeinschaft. In Ottobeuren war er Bibliothekar der berühmten Klosterbibliothek. 2010 übertrug er seine Mönchsprofess auf die Abtei Marienberg; dort war er wesentlich am Bau einer neuen Klosterbibliothek beteiligt.

## Schriften
- Christo servire libertas est. Zum Freiheitsbegriff des Ambrosius von Mailand (= Salzburger Patristische Studien 3), Salzburg/München 1983.
- Abtei Ottobeuren, Beuron 2004.
- Abtei Ottobeuren. Geschichtlicher Überblick von 764 bis heute, 2. Auflage, Lindenberg 2007.
- Abtei Ottobeuren. Ein altes Kloster in Bayerisch-Schwaben, 3. Auflage, Lindenberg 2013.
- Benediktinerabtei Marienberg. Von ihren Anfängen bis zur Gegenwart, Lindenberg 2014.